# Lipcsey Attila
Lipcsey Attila (Budapest, 1934. január 6. – Budapest, 2005. május 18.) neurológus, pszichiáter, addiktológus, igazságügyi elmeorvosi szakértő, egyetemi tanár, a Magyar Pszichiátriai Társaság alapító tagja.

## Fiatalkora
Édesapja dr. Lipcsey Miklós jogász, édesanyja Unger Klára. 1954-ben érettségizett a Cisztercita Gimnáziumban (akkori József Attila Gimnázium), méghozzá kitüntetéssel. Helyzete nem volt könnyű, mivel a kitelepítés őt és családját is sújtotta, így elvileg nem tartózkodhatott volna a fővárosban, de a gimnázium segítségével mégis leérettségizhetett.

## Tanulmányai
1954-ben felvételt nyert a Budapesti Orvostudományi Egyetem általános orvosi karára. Az orvosi egyetem minden évfolyamát kitűnő eredménnyel végezte el, vörös diplomát szerezve. Egyetemi évei alatt ismerte meg későbbi feleségét, Dr. Nagyenyedi Zsuzsannát, akitől később két gyermeke (András és Zsuzsanna) született.
Harmadéves medikus korától dolgozott az Orvostudományi Egyetem Biokémiai Intézetében mint tudományos diákkörös, később mint demonstrátor. 1960-ban kapta meg az orvosdoktori diplomáját summa cum laude minősítéssel.

## Pályája
1960-tól diplomájának elnyerését követően 1963-ig a Biokémiai Intézetben dolgozott tovább, s ezalatt tökéletesítette angol és német tudását. Saját szavait idézve: ,,angolul és németül folyékonyan beszélek. E két nyelven tudományos előadásaimat is szabadon tartom, kifogástalan a vitakészségem.” 1963-tól 1971-ig a Semmelweis Orvostudományi Egyetem Idegelme Klinikáján dolgozott tanársegédi, később osztályvezető tanársegédi minőségben. 1966-ban neurológiából, 1969-ben pszichiátriából, 1992-ben pedig addiktológiából szerzett szakorvosi képesítést.
Életének egyik jelentős mérföldköve volt, amikor 1971-ben átvette a Veszprém Megyei Sümegi Kórház Neuro-pszichiátriai Osztályának vezetését és 1978-ig kórházi osztályvezető főorvosként dolgozott.
1978. augusztus 15-én visszatért Budapestre, mivel a Fővárosi Szent János Kórház Neuro-pszichiátriai Osztály osztályvezető főorvosa, később a kórház tudományos igazgatója lett. 1978 decemberében a fővárosi idegelme szakág területére fővárosi felügyelő megbízást kapott, majd ugyanezen évben kinevezte az egészségügyi miniszter a Pszichiátriai Országos Szakmai Kollégium tagjává. Az újjáalakult Kollégiumban az Addiktológiai Szakbizottság elnöke lett. Ezzel párhuzamosan folyamatosan igazságügyi elmeorvos szakértőként is tevékenykedett mint az ETT IB szakértő munkatársa.
Munkássága az oktatásra is kiterjedt, 1981-ben címzetes egyetemi docenssé, 1983-ban címzetes egyetemi tanárrá nevezték ki. Több mint négy évtizedes oktatói tapasztalattal bírt, mindhárom szakterületén (neurológia, pszichiátria, addiktológia) tanított, részt vett mind graduális, mind posztgraduális képzésben, ami felöleli a gyakorlati oktatást, a szigorlók képzését, a tantermi előadásokat, valamint az orvos továbbképzés legkülönbözőbb fokozatait.
Nem csupán magyar, hanem német és angol nyelven is oktatott, közel ötszáz előadást tartott, orvosvezetői működése alatt harminckilenc szakorvost nevelt. Saját iskolateremtő tevékenységéről így vélekedett: „iskolateremtő koncepcióm lényegét jelentette, hogy elsősorban magamtól, de valamennyi munkatársamtól mindig is megköveteltem a rendkívül precíz, minuciózus munkát, akár oktatási, akár gyógyítási, akár tudományos területről volt szó. Ebből fakadóan egy – bizonyos kollégák részéről negatívnak ítélt – tulajdonságomat jó lelkiismerettel vállalom: mind a kollokviumokon, mind államvizsgákon és szakorvosi vizsgákon szigorú voltam, vagyok és leszek […]”.

## Címei, díjai
Tudományos pályája során Prof. Dr. Lipcsey Attila számos hazai és nemzetközi elismeréssel büszkélkedhetett, számtalan nemzetközi fórumon, konferencián tartott előadást, részt vett megannyi tanulmányúton és nemzetközi reputációra tett szert.
Alelnöke volt a Magyar Ideg- és Elmeorvosok Társaságának, alapító és vezetőségi tagja a Magyar Pszichiátriai Társaságnak, a Magyar Biokémiai Társaságnak, tagja volt a Gerontológiai Társaságnak, az Igazságügyi Orvosok Társaságának, valamint elnöke a Magyar Biológiai Pszichiátriai Egyesületnek, illetve a Horányi Béla Klinikai Idegtudományi Társaságnak. 1975-től részt vett a Magyar Tudományos Akadémia munkájában opponensként, bíráló bizottsági tagként, ill. elnökként, miután elnyerte az orvostudományi kandidátusát. Tagja volt a Magyar Tudományos Akadémia Pszichiátriai Bizottságának. 1982-ben ,,kiváló munkáért” kitüntetésben részesült, 1989-ben pedig főigazgatói dicséretet kapott.
Nemzetközi viszonylatban is ismert és elismert volt tudományos tekintélye. A Francia Neurológusok Társaságának tiszteletbeli tagja, a Biológiai Pszichiátriai Társaságok Világszövetségének rendes tagja volt. Több tudományos lap szerkesztőbizottságának is tagja volt, mint például INCO Fórumnak, Ideggyógyászati Szemlének vagy Pszichiátria Hungaricának.
Iskolateremtő, tudományos tevékenységének, pályájának elismeréseként 1994-ben habilitált egyetemi fokozatot nyert, majd 2002 augusztusában Mádl Ferenc köztársasági elnök a Magyar Köztársasági Érdemrend tisztikeresztjével tüntette ki a neurológia és pszichológia területén végzett több mint négy évtizedes gyógyító, oktató tevékenységéért.

## Emlékezete
Pályatársa, Dr. Veér András így emlékezett rá: ,,Kevés hozzá hasonló sokszínű, érdekes embert ismerek. Azt hiszem az ,,úriemberek” egyik utolsó mohikánja”.